# Milioni na otoku
Pour plus de détails, voir Fiche technique et Distribution.
Milioni na otoku (litt. « Des millions sur l'île ») est un film yougoslave réalisé par Branko Bauer en 1955.

## Synopsis
Les frères Željko, Mladen et leur ami Ivica, remportent un million de dinars grâce à un pari sportif. Ils décident de le cacher à leurs parents pour s'acheter un bateau. Mais les criminels Tigar et Žuti ayant appris leur gain decident de le leur voler. Seulement les garçons sont déjà partis en train direction la mer pour enfin s'acheter leur bateau. Ils rencontrent alors un petit délinquant, Duško, qui fuit Tigar, son ancien acolyte,,.

## Fiche technique
Sauf indication contraire, les informations mentionnées dans cette section peuvent être confirmées par la base de données cinématographiques IMDb,  présente dans la section « Liens externes ».
- Titre original : Milioni na otoku
- Réalisation : Branko Bauer
- Scénario : Arsen Diklić
- Musique : Boris Papandopulo
- Photographie : Branko Blazina
- Son : Sacha Lotka (effets sonores), Marijan Tomazetic (chef opérateur du son)
- Décors : Zelimir Zagota
- Costumes : Tea Stefancic
- Pays de production :  Yougoslavie
- Genre : Film d'aventures
- Durée : 97 minutes

## Distribution
Sauf indication contraire, les informations mentionnées dans cette section peuvent être confirmées par la base de données cinématographiques IMDb,  présente dans la section « Liens externes ».
- Metka Gabrijelčič : Vera
- Vladimir Bačić : Tigar
- Relja Bašić : Žuti
- Radovan Vučković : Duško
- Zlatko Lukman : Željko
- Branko Belina : Mladen
- Igor Rogulja : Ivica
- Stjepan Pisek : Barba
- Kolja Carević : Branko
- Vladimir Pogačić : L'inspecteur
- Ivo Pajic : Un cheminot